# Stazione di Keikyū Tsurumi
La stazione di Keikyū Tsurumi (京急鶴見駅?, Keikyū Tsurumi-eki) è una stazione ferroviaria di Yokohama, città della prefettura di Kanagawa. Si trova nel quartiere di Tsurumi-ku ed è servita dalla linea principale delle Ferrovie Keikyū. Il sottotitolo della stazione è Naisu Honsha-mae (ナイス本社前?).

## Linee
Ferrovie Keikyū
● Linea Keikyū principale

## Struttura
La stazione è costituita da un marciapiede a isola e uno laterale, con tre binari passanti su viadotto, collegati al mezzanino sottostante da scale fisse, mobili e ascensori.
| 1   | ● Linea Keikyū principale | per Yokohama, Kami-Ōoka, Uraga e Misaki-Sanguchi               |
| 2-3 | ● Linea Keikyū principale | per Keikyū Kamata, Haneda Aeroporto, Shinagawa e linea Asakusa |

## Stazioni adiacenti
| «                       | Servizio                                      | »                       |
| Linea Keikyū principale | Linea Keikyū principale                       | Linea Keikyū principale |
| ----------------------- | --------------------------------------------- | ----------------------- |
| Tsurumi-ichiba          | Locale                                        | Kagetsuen-mae           |
| Keikyū Kawasaki         | Espresso Aeroporto                            | Kanagawa-Shinmachi      |
| Transito                | Espresso Limitato                             | Transito                |
| Transito                | Esp. Lim. Rapido verde Esp. Lim. Rapido viola | Transito                |
| Transito                | Keikyū Wing                                   | Transito                |